# أوراتسيو جنتيلسكي
أوراتسيو جنتيلسكي (بالإنجليزية: Orazio Gentileschi) (و. 1563 – 1639 م) هو رسام من، ولد في بيزا، توفي في لندن، عن عمر يناهز 76 عاماً.

## روابط خارجية
- أوراتسيو جنتيلسكي على موقع الموسوعة البريطانية (الإنجليزية)
- أوراتسيو جنتيلسكي على موقع ميوزك برينز (الإنجليزية)
- أوراتسيو جنتيلسكي على موقع إن إن دي بي (الإنجليزية)